# Eugene Moore (director)
Eugene Moore fue un director y actor cinematográfico de nacionalidad estadounidense, activo en la época del cine mudo.

## Biografía
No se conocen datos biográficos de Eugene Moore. Aparece con los nombres de Eugene Moore Jr., W. Eugene Moore Jr. y W. Eugene Moore. Se inició en el cine en enero de 1913 protagonizando el cortometraje de Thanhouser Film Corporation: A Guilty Conscience. Ese mismo año dirigió King René's Daughter, un film interpretado por Maude Fealy y basado en un popular poema danés llevado a escena en el circuito de Brodway en dos diferentes versiones.
Con Maude Fealy, una conocida actriz teatral, rodó, siempre para Thanhouser, varias películas más, entre ellas The Legend of Provence y Frou Frou, una de las numerosas versiones cinematográficas de la obra teatral de Henri Meilhac y Ludovic Halévy. En 1917 dirigió a Marie Osborne, una famosa actriz infantil del cine mudo.
A lo largo de su carrera, que duró hasta 1919, dirigió treinta y cinco cintas y actuó en cerca de una veintena.

## Filmografía completa

### Director
- King René's Daughter (1913)
- The Ward of the King (1913)
- The Spartan Father (1913)
- Flood Tide (1913)
- The Children's Hour (1913)
- The Legend of Provence (1913)
- Frou Frou (1914)
- The Woman Pays (1914)
- Joseph in the Land of Egypt (1914)
- Cardinal Richelieu's Ward (1914)
- Pamela Congreve (1914)
- The Trail of the Love-Lorn (1914)
- Mr. Cinderella (1914)
- The Terror of Anger (1914)
- Naidra, the Dream Woman (1914)
- An Inside Tip (1915)
- God's Witness (1915)
- The Picture of Dorian Gray (1915)
- Milestones of Life (1915)
- Reincarnation (1915)
- The Price of Her Silence (1915)
- The Mill on the Floss (1915)
- The Woman in Politics (1916)
- The Oval Diamond (1916)
- Her Father's Gold (1916)
- The World and the Woman, codirigida con Frank Lloyd (1916)
- Her New York (1917)
- The Image Maker (1917)
- A Modern Monte Cristo (1917)
- Pots-and-Pans Peggy (1917)
- The Candy Girl (1917)
- When Baby Forgot (1917)
- Captain Kiddo (1917)
- The Girl Who Won Out (1917)
- Sue of the South (1919)

### Actor
- A Guilty Conscience (1913)
- The Boomerang (1913)
- Her Nephews from Labrador (1913)
- Good Morning, Judge, de Lawrence Marston (1913)
- A Mystery of Wall Street (1913)
- The Patriot (1913)
- For Another's Sin (1913)
- The Spartan Father, de Eugene Moore (1913)
- Flood Tide, de Eugene Moore (1913)
- An Unfair Exchange (1913)
- The Million Dollar Mystery, de Howell Hansel (1914)
- The Messenger of Death (1914)
- Conscience (1914)
- The Harvest of Regrets, de Arthur Ellery (1914)
- Mercy on a Crutch, de Jack Harvey (1915)
- His Vocation (1915)
- The Mill on the Floss, de Eugene Moore (1915)
- The Woman in Politics, de Eugene Moore (1916)
- Where Wives Win (1916)